# Прядко Володимир Володимирович
Прядко Володимир Володимирович (30 жовтня 1947 — 28 грудня 2021) — український економіст, перший керівник Фонду державного майна України, заступник виконавчого секретаря Державної комісії з цінних паперів та фондового ринку України (07.2003-01.2005).

## Біографія
Народився 30 жовтня 1947 (село Ковжижа, Котелевський район, Полтавська область); українець; батько Володимир Максимович (1916—1992) — столяр; мати Марія Іванівна (1918—1980) — робітниця; дружина Галина Іванівна (1947)) — інженер-економіст; дочка Оксана (1971) — інженер ВАТ «Укравто».
Освіта: Київський технологічний інститут харчової промисловості (1966—1971), інженер-економіст.
- 1971 — інженер-економіст Всесоюзного НДІ цукрової промисловості.
- 1971—1972 — служба в армії.
- 1972—1974 — старший інженер-економіст Всесоюзного НДІ цукрової промисловості.
- 1975—1979 — молодший науковий працівник НДІ економіки Держплану УРСР.
- 1979—1983 — старший інженер-економіст цеху, заступник начальника планово-економічного відділу Київського заводу «Радіоприлад» імені Сергія Корольова.
- 1983—1991 — начальник планово-економічного відділу заводу «Арсенал»; заступник генерального директора з економіки ВО "Завод «Арсенал».

## Державна діяльність
З липня 1991 до серпня 1994 — голова Фонду державного майна України. Серед іншого, 1993 року займався приватизацією державного підприємства «Мотор Січ», що на той час називався завод «Моторобудівник». У травні 2021 року Прядку було пред'явлено підозру в халатності під час приватизації. Таке рішення ухвалив Печерський суд Києва, але цей же суд звільнив Прядка від кримінальної відповідальності через строки давності.
- 09.1994-04.1995 — радник Прем'єр-міністра України[6][7].
- 04.1995-08.1997 — заступник Міністра машинобудування, ВПК і конверсії України[8][9].
- 08.1997-02.2000 — заступник Міністра промислової політики України[10][11].
- 03.2000-10.2001 — заступник генерального директора ВАТ «Азовмаш».
- 10.2001-07.2003 — радник Міністра промислової політики України.

## Наукове звання
Академік АЕНУ (1993).

## Нагороди та почесні звання
- Заслужений економіст України (1997)[12].
- Орден «Знак Пошани» (1990).

## Джерело
- Довідка